# Fuerte de Samaipata
Koordinaten: 18° 11′ S, 63° 49′ W

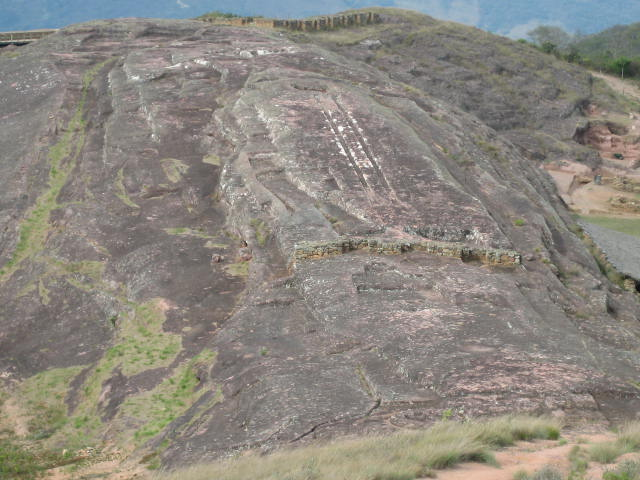
Sandsteinfels

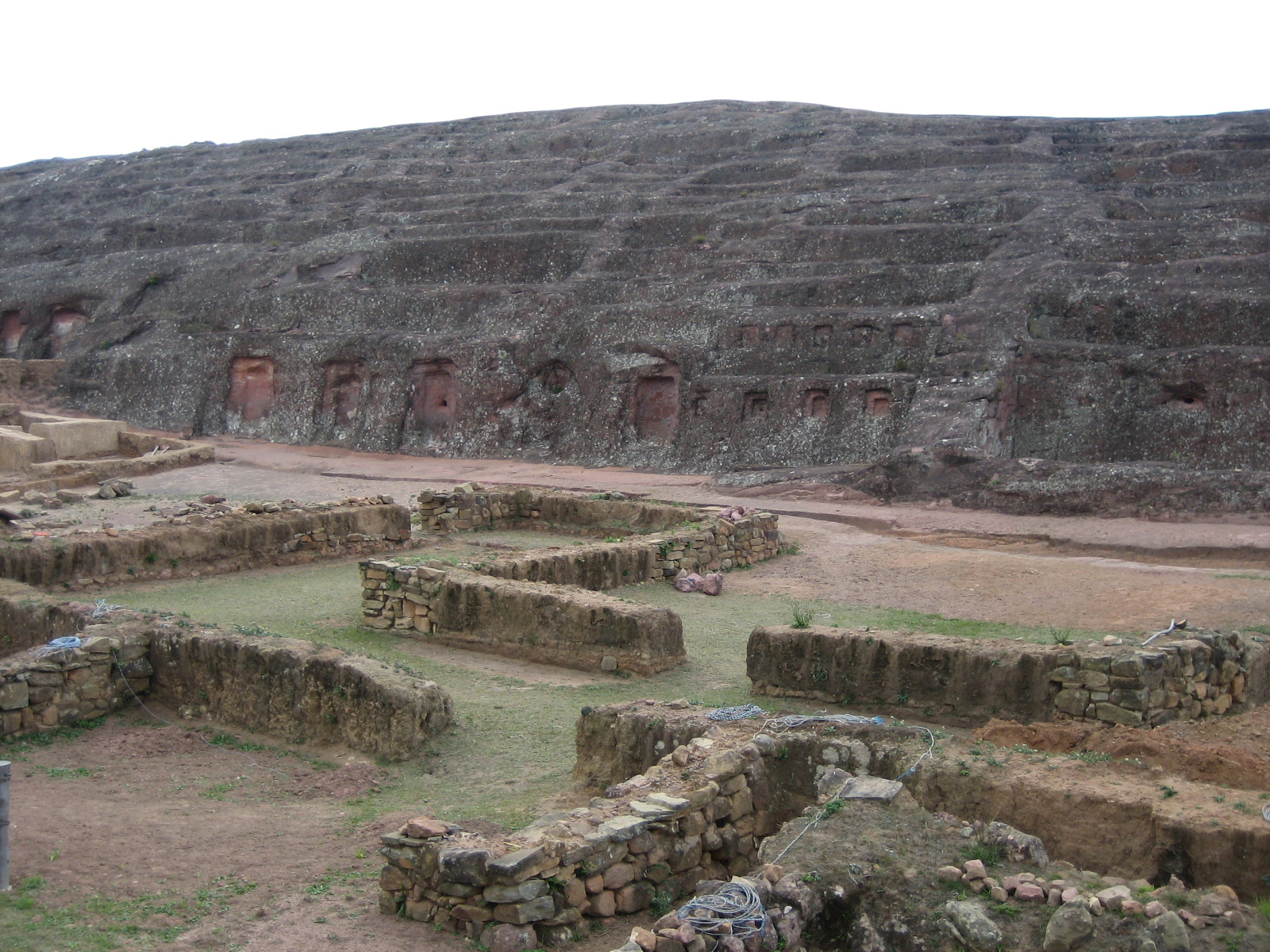
Siedlungsreste am Fuß des Felsens

El Fuerte de Samaipata (spanisch: Festung von Samaipata) ist eine Ruinenstätte der Inkakultur in Bolivien. Sie ist seit 1998 als Weltkulturerbe der UNESCO geschützt. El Fuerte de Samaipata liegt auf einem Berggipfel 1.950 Meter über dem Meeresspiegel in den Ausläufern der Cordillera Oriental (östliche Anden). Die Anlage befindet sich in der Nähe der Kleinstadt Samaipata, rund 120 Kilometer südwestlich von Santa Cruz de la Sierra.
Die Anlage von el Fuerte de Samaipata umfasst etwa 40 Hektar und besteht aus einem etwa 200 Meter langen und 40 Meter breiten Sandsteinfelsen und einem südlich des Felsens gelegenen Plateau. In den Sandsteinfelsen sind zahllose Linien, Kanäle, Stufen, Figuren und Tierdarstellungen eingemeisselt, darunter auch zwei lange, parallele Kanäle, die genau in Ost-West-Richtung verlaufen. Auf dem Plateau südlich des Felsens fanden Archäologen zahlreiche Siedlungsreste aus der Zeit bis zu 1.500 v. Chr. Am südlichen Rand der Anlage liegt ein tiefes, schachtartiges Loch (El Hueco), dessen Entstehung und Bedeutung unklar ist.
Der Zweck der Anlage war lange Zeit unbekannt. Die ersten spanischen Entdecker vermuteten wegen der getarnten Lage auf einem Gipfel eine Festungsanlage, woher die heutige Bezeichnung el Fuerte rührt. Später wurde unter anderem vermutet, die Kanäle hätten zum Waschen von Gold gedient.
Auch wenn die Bedeutung der Darstellungen im Einzelnen nach wie vor nicht vollständig geklärt ist, besteht heute Einigkeit, dass es sich um eine Zeremonialstätte der Inka handelt.
El Fuerte de Samaipata gilt mit seinem künstlerischen Felsen als einzigartiges Zeugnis der Traditionen und Kulte in der Zeit vor der spanischen Eroberung Südamerikas.